# Верх-Мута
Верх-Мута (алт. Моты-Бажы) — село в Усть-Канском районе Республики Алтай России. Входит в состав Усть-Мутинского сельского поселения.

## География
Расположено в горно-степной зоне западной части Республики Алтай и находится у рек Мута, Изим, Толмаксу.
Уличная сеть состоит из двух географических объектов: ул. Заречная и ул. Чапаева

Абсолютная высота 940 метров выше уровня моря
.

## Население
| 2010 | 2011 | 2012 | 2013 | 2014 | 2015 |
| ---- | ---- | ---- | ---- | ---- | ---- |
| 112  | →112 | ↘110 | ↗111 | ↗112 | ↘108 |
| 2016 |      |      |      |      |      |
| →108 |      |      |      |      |      |

Национальный состав
Согласно результатам переписи 2002 года, в национальной структуре населения алтайцы составляли 98 % от общей численности населения в 149 жителей

## Инфраструктура
Личное подсобное хозяйство. Животноводство.

## Транспорт
Начальный пункт автодороги регионального значения «Верх-Мута — Каракол» (идентификационный номер 84К-12) протяженностью 14,7 км.
Конечный пункт автодороги регионального значения «Усть-Мута — Верх-Мута» (идентификационный номер 84К-115) протяженностью 7,3 км. (Постановление Правительства Республики Алтай от 12.04.2018 N 107 «Об утверждении Перечня автомобильных дорог общего пользования регионального значения Республики Алтай и признании утратившими силу некоторых постановлений Правительства Республики Алтай»).